# الوزن الثقيل (فنون القتال المختلطة)
الوزن الثقيل (بالإنجليزية: Heavyweight)‏ في فنون القتال المختلطة هي فئة وزن مخصصة للمتسابقين الذين تتراوح أوزانهم بين 206 و265 رطلاً (93.4–120.2 كجم).
الحد الأقصى للوزن الثقيل، كما هو محدد من قبل لجنة ولاية نيفادا الرياضية ورابطة لجان الملاكمة هو 265 رطل (120 كغ).